# Церковь Святого Иоанна Богослова (Савудрия)
Церковь Святого Иоанна Богослова в Савудрии (хорв. Crkva svetog Ivana Evanđelista u Savudriji) — католический храм на западе Хорватии, в деревне Савудрия, освящённый в честь христианского святого Иоанна Богослова.

## История
Впервые в письменных источниках церковь Святого Иоанна Богослова в Савудрии, построенная в XI веке, упоминается в рамках легенды, согласно которой в 1176 году этой церкви римским папой Александром III было даровано всепрощение (милосердие, проявляемое человеком в отношении обидчиков), после его победы над флотом императора Священной Римской империи Фридриха Барбароссы в ходе битвы у берегов Савудрии. Несмотря на то, что эта история имеет статус легенды, в XV веке папа Пий II, подтвердил выраженное его далёким предшественником всепрощение савудрийскому храму.
Последующие упоминания храма относятся к XVII—XVIII векам и в большинстве своём являются описаниями здания церкви и её внутреннего убранства. Новиградский епископ Джакомо Филиппо Томмазини в своей работе первой половины XVII века «De Commentari storici geografici della Provincia dell’Istria» к сведениям об архитектурных особенностях храма, представлявшего собой трёхнефное здание с портиком, состоящим из четырёх или пяти арок, добавляет информацию о его реставрации в XVI веке и о том, что храм был построен не в XI, а в XII веке, именно в честь победы сил римского папы в морском сражении против Фридриха Барбароссы. В 1660-e годы церковь с пастырскими визитами несколько раз посещал епископ Копера Франческо Дзено, который в своих документах описывал церковь как трёхнефное здание с двенадцатью колоннами, внутри которого помимо главного резного деревянного алтаря с позолотой было ещё три алтаря, обитый шёлком деревянный табернакль для святейших причастий и декор в виде розетки.
В 1826 году церковь была полностью перестроена из большого трёхнефного здания в малое однонефное, в связи с чем в ней были заменены все алтари, включая главный алтарь, новая версия которого представляла собой упрощённую копию алтаря Святого причастия из венецианской базилики Сан-Пьетро-ди-Кастелло, выполненную неизвестным венецианским скульптором второй половины XVII века. В 1829 году была также перестроена и примыкавшая к храму колокольня.